# دانشکده داروسازی بقیةالله
دانشکده داروسازی دانشگاه علوم پزشکی بقیةالله یکی از دانشکده‌های داروسازی ایران وابسته به دانشگاه علوم پزشکی بقیةالله در تهران است.

## تاریخچه
دانشکده داروسازی بقیةالله در سال ۱۳۹۳ بنیانگذاری شد. هم‌اکنون ریاست این دانشکده را عبدالمجید چراغعلی برعهده دارد.